# James Dickson

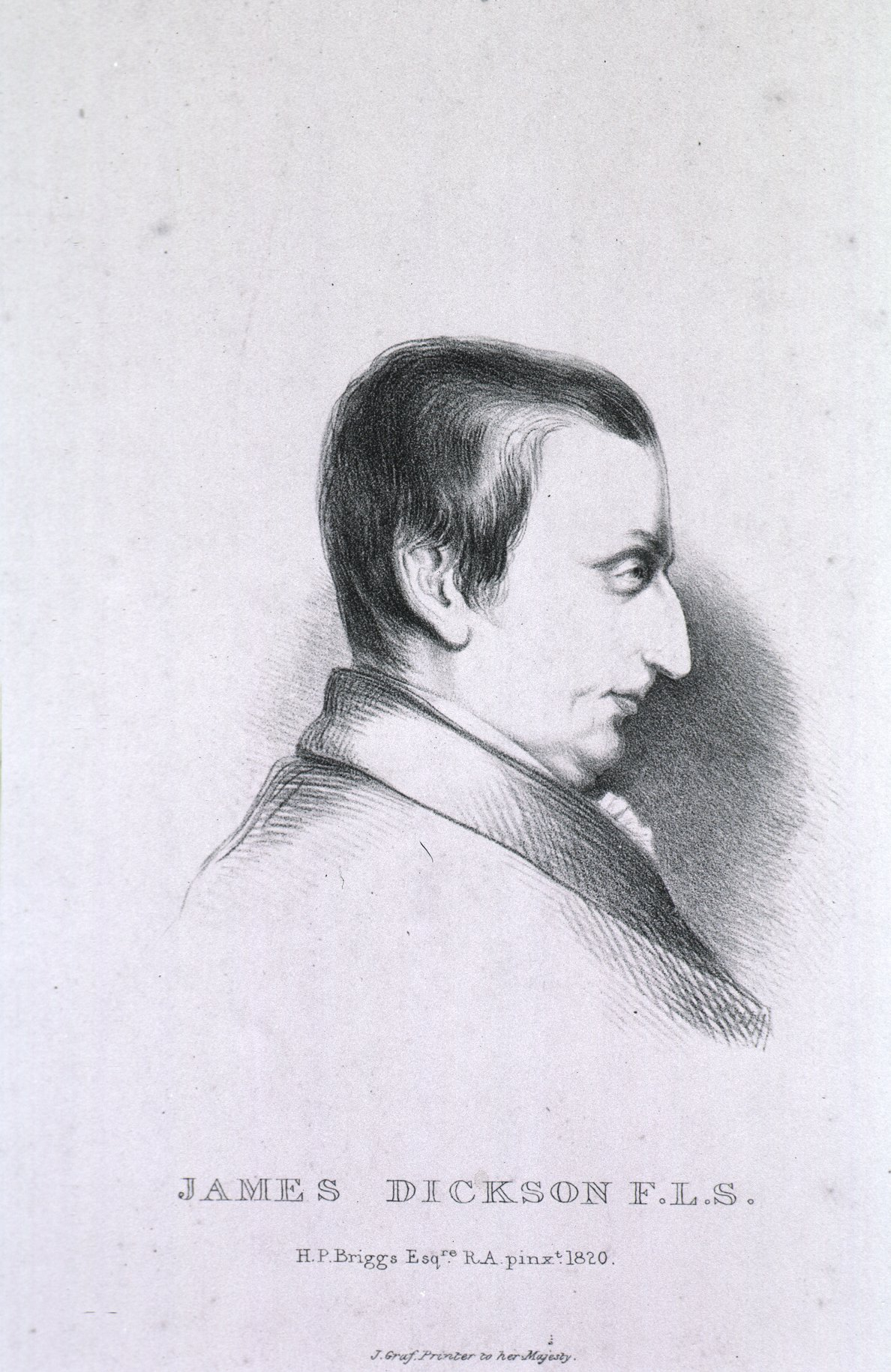
James Dickson, Lithographie nach einer Zeichnung von Henry Perronet Briggs, 1820

James J. Dickson, auch Jacobus, Jacobi Dickson, (* 1738 in Kirkhouse bei Traquair, Scottish Borders, Schottland; † 14. August 1822 in Croydon) war ein schottisch-britischer Gärtner, Botaniker und Mykologe.  Sein offizielles botanisches Autorenkürzel lautet „Dicks.“

## Leben und Wirken
Der Sohn eines Gärtners erlernte die Gärtnerei in den Gärten des Earl of Traquair (siehe Traquair House), arbeitete dann – Literatur und Weblinks gehen hier ein wenig auseinander – bei verschiedenen Familien oder betrieb eine eigene Gärtnerei zunächst in Perth und zog dann nach London, wo er in Gärtnereien in Kensington und Hammersmith arbeitete. 1772 eröffnete er einen eigenen Pflanzen- und Samenladen in Covent Garden und wurde mit William Forsyth bekannt, den er mit Pflanzen belieferte. Mit einem besonderen Augenmerk auf Moose und andere nicht-blühende Pflanzen unternahm er mehrere botanische Exkursionen nach Schottland und auf die Hebriden. Dickson war mit Joseph Banks befreundet, der ihm Zugang zu seiner botanischen Büchersammlung gewährte und ihm die Pflege des botanischen Gartens des British Museum anvertraute.
Zwischen 1785 und 1801 veröffentlichte er sein vierbändiges Hauptwerk Fasciculus plantarum cryptogamicarum Britanniae, in dem er 400 Arten von Moosen, Algen und Pilzen beschrieb, die auf den Britischen Inseln vorkommen.
Nach dem Tod seiner Frau heirate Dickson 1786 in zweiter Ehe die Schwester des Forschungsreisenden Mungo Park. Er brachte Mungo Park in Kontakt mit Joseph Banks, der Parks Expedition nach Westafrika im Jahr 1795 finanzierte. 1788 war Dickson einer der Mitbegründer der Linnean Society of London und 1804 der Royal Horticultural Society. Seinen Lebensabend verbrachte er als wohlhabender Mann in Croydon.

## Ehrungen
Die Gattung Dicksonia der Ordnung Baumfarne (Cyatheales) ist nach ihm benannt.

## Schriften (Auswahl)
- Fasciculus Plantarum Cryptogamicarum Britanniae. London, 1785, 1801, 4°.
- A Collection of Dried Plants, named on the authority of the Linnaean Herbarium, and other original collections. London, 1787–1799, Klein-Folio.
- Botanical Catalogue alphabetically arranged according to the Linnaean System. London, 1797, 8°.
- Observations on Polyposium Oreopteris, accompanied with a Specimen from Scotland. Trans. Linn. Soc. i. 181. 1791.
- An Account of some Plants newly discovered in Scotland. Ibid. ii. 286. 1794.
- Observations on the Genus of Porella, and the Phascum Caulescens of Linnaeus. Ibid. 238. 1797.
- On a variety of the Brassica Napus, or Rape, which has long been cultivated upon the continent. Trans. Hortic. Soc. i. 26. 1815.
- Observations on, and an Account of the Tubers of the Lathyrus Tuberosus, with Instructions for the Cultivation of the Plant in a Garden. Ibid. ii. 359. 1817.
- On the Cultivation of the Rampion. Ibid. iii. 19. 1818.